# Hazám-díj
A Hazám-díjat a XXI. Század Társaság 2001. október 31-én alapította értékőrző és értékteremtő életművek elismeréseként. A díjat József Attila Hazám című szonettsorozatának címéről nevezték el. A díjat minden évben hét személynek adományozzák egy héttagú kuratórium javaslata alapján, a magyar történelem első köztársaságának kikiáltásának napján, november 16-án.
József Attila 1937-ben, halála évében írta a Hazám című, hét szonettből álló költeményét.

## Kuratórium

### Tagjai
- Bojár Gábor üzletember, a Graphisoft és az Aquincum Institute of Technology alapítója
- Für Anikó Jászai Mari-díjas színésznő
- Kocsis András Sándor a XXI. Század Társaság elnöke, a Hazám-díj alapítója
- Magyar György ügyvéd, egyetemi oktató
- Péterfy Gergely író, forgatókönyvíró, szerkesztő
- Pulai András közvéleménykutató, a Publicus Intézet alapítója, vezetője
- Romsics Ignác történész, akadémikus

### Volt tagjai
- Ágh Attila politológus, professor emeritus
- Gönczöl Katalin kriminológus
- Hovanyecz László újságíró
- Révész T. Mihály címzetes egyetemi tanár
- Spiró György író
- Tompa Andrea író, színikritikus
- Vámos Tibor akadémikus, a kuratórium volt elnöke
- Varga Gyula közgazdász, professor emeritus

## Díjazottak
dőlt    Azok, akik elhunytuk után kapták meg a díjat.
| Év   | Díjazottak |               | Év   | Díjazottak |               |
| ---- | --- | ------------- | ---- | --- | ------------- |
| 2001 | - Fejes Endre író (1923–2015) - Ferge Zsuzsa szociológus (1931–2024) - Juhász Ferenc költő (1928–2015) - Kósa Ferenc filmrendező (1937–2018) - Kosáry Domokos történész, akadémikus (1913–2007) - Szabó István filmrendező (1938– ) - Varga Imre szobrászművész (1923–2019)                                                 | [ 2 ]         | 2002 | - Horváth Teri színművész (1929–2009) - Kertész Ákos író (1932–2022) - Kovács András filmrendező (1925–2017) - Kurtág György zeneszerző (1926– ) - Marx György fizikus (1927–2002) - Sütő András író (1927–2006) - Szabó Zoltán szívsebész-professzor (1929–2015) - Zsámbéki Gábor színházi rendező (1943– ) | [ 3 ]         |
| 2003 | - Domokos Géza író, politikus (1928–2007) - Kass János grafikus (1927–2010) - Kállai Ferenc színművész (1925–2010) - Makk Károly filmrendező (1925–2017) - Melis György operaénekes (1923–2009) - Novák Ferenc koreográfus (1931–2024) - Ormos Mária történész (1930–2019)                                                  | [ 4 ]         | 2004 | - Bari Károly költő (1952– ) - Jancsó Adrienne előadóművész (1921–2006) - Láng István agrokémikus, akadémikus (1931–2016) - Petrovics Emil zeneszerző (1930–2011) - Sánta Ferenc író (1927–2008) - Sára Sándor operatőr, rendező (1933–2019) - Schéner Mihály festőművész (1923–2009)                        | [ 5 ]         |
| 2005 | - Berek Kati színművész (1930–2017) - Bodor Pál író, újságíró (1930–2017) - Cselőtei László kertészmérnök, akadémikus (1925–2012) - Gaál István filmrendező (1933–2007) - Kányádi Sándor költő (1929–2018) - Korniss Péter fotóművész (1937– ) - Seregi László táncművész, koreográfus (1929–2012)                          | [ 6 ]         | 2006 | - Fejtő Ferenc író (1909–2008) - Hubay Miklós drámaíró (1918–2011) - Kallós Zoltán néprajztudós (1926–2018) - Kokas Ignác festőművész (1926–2009) - Törőcsik Mari színművész (1935–2021) - T. Sós Vera matematikus (1930–2023) - Ujfalussy József zenetudós (1920–2010)                                      | [ 7 ]         |
| 2007 | - Borbándi Gyula író, történész (1919–2014) - Enyedi György geográfus, közgazdász (1930–2012) - Garas Dezső színművész (1934–2011) - Keserü Ilona festőművész (1933– ) - Ördögh Szilveszter író (1948–2007) - Sárosi Bálint népzenekutató (1925–2022) - Szabó Magda író (1917–2007) - Szécsényi Ferenc operatőr (1922–2014) | [ 8 ]         | 2008 | - Bacsó Péter filmrendező (1928–2009) - Benkő Samu művelődéstörténész (1928–2021) - Csengery Adrienne énekművész (1946– ) - Féner Tamás fotóművész (1938– ) - Hankiss Elemér szociológus (1928–2015) - Molnár Piroska színművész (1945– ) - Vajda György gépészmérnök (1927–2024)                            | [ 9 ]         |
| 2009 | - Bálint András színművész (1943– ) - Erdélyi Zsuzsanna néprajztudós (1921–2015) - Jancsó Miklós filmrendező (1921–2014) - Nagy Károly szociológus (1934–2011) - Pataki Ferenc társadalompszichológus (1928–2015) - Somlyódy László vízépítő mérnök (1943– ) - Tóth István fotóművész (1923–2016)                           | [ 10 ]        | 2010 | - Erdős Tibor akadémikus (1928–2022) - Halász Judit színművész (1942–) - Kaján Tibor karikaturista (1921–2016) - Kántor Lajos irodalomtörténész (1937–2017) - Ranschburg Jenő pszichológus (1935–2011) - Romány Pál agrármérnök, politikus (1929–2019) - Szakcsi Lakatos Béla zongoraművész (1943–2022)      | [ 11 ]        |
| 2011 | - Czeizel Endre orvos-genetikus (1935–2015) - Grendel Lajos író (1948–2018) - Huszár Tibor szociológus (1930–2019) - Konok Tamás festőművész (1930–2020) - Pécsi Ildikó színművész (1940–2020) - Rolla János hegedűművész, karnagy (1944–2023) - Szinetár Miklós rendező (1932– )                                           | [ 12 ]        | 2012 | - Augusztinovics Mária közgazdász (1930–2014) - Horn Péter agrármérnök (1942– ) - Markó Béla költő, politikus (1951– ) - Máthé Erzsi színművész (1927–2023) - Rubik Ernő feltaláló (1944– ) - Szilágyi István író (1938–2024) - Tokody Ilona operaénekes (1953– )                                            | [ 13 ]        |
| 2013 | - Bitó László író, orvoskutató (1934–2021) - Fischer Iván zeneszerző, karmester (1951– ) - Harasztÿ István szobrászművész (1934–2022) - Ilia Mihály irodalomtörténész (1934– ) - Kornai János közgazdász (1928–2021) - Marton Éva operaénekes (1943– ) - Végel László író (1941– )                                          | [ 14 ]        | 2014 | - Hovanyecz László újságíró (1940–2013) - Marosi Ernő művészettörténész (1940–2021) - Perényi Miklós gordonkaművész (1948– ) - Pogány Judit színművész (1944– ) - Solymosi Frigyes kémikus (1931–2018) - Szigeti László író, szerkesztő (1949– ) - Vekerdy Tamás pszichológus (1935–2019)                    | [ 15 ]        |
| 2015 | - Baranyi Ferenc költő (1937– ) - Ferenczi Krisztina színművész, újságíró (1950–2015) - Keres Emil színművész (1925–2016) - Maurer Dóra grafikus (1937– ) - Snétberger Ferenc zeneművész (1957– ) - Szabó István mezőgazdász, politikus (1924–2017) - Ungvári Tamás író, irodalomtörténész (1930–2019)                      | [ 16 ] [ 17 ] | 2016 | - Bojár Gábor fizikus, vállalkozó (1949– ) - Csomós Mari színésznő (1943–2023) - Esterházy Péter író (1950–2016) - Iványi Gábor lelkész, politikus (1951– ) - Kocsis Zoltán zongoraművész, karmester (1952–2016) - Komoróczy Géza hebraista, asszirológus (1937– ) - Szalai Erzsébet szociológus (1948– )    | [ 18 ]        |
| 2017 | - Rakovszky Zsuzsa író, költő (1950– ) - Bálint György kertészmérnök, politikus (1919–2020) - Bródy János előadóművész (1946– ) - Csányi Vilmos etológus (1935– ) - Egyed Ákos történész (1929– ) - Jordán Tamás színész, rendező (1943– ) - Vitray Tamás televíziós újságíró (1932– )                                      | [ 19 ]        | 2018 | - Beer Miklós váci megyés püspök (1943–) - Csikai Miklós agrárközgazdász (1942–) - Eötvös Péter zeneszerző (1944–2024) - Gombár Csaba szociológus (1939–) - Mészáros Márta filmrendező (1931–) - Ráday Mihály rendező, operatőr (1942–2021) - Tolnai Ottó költő, író (1940–2025)                             | [ 20 ]        |
| 2019 | - Dávid Gyula irodalomtörténész (1928–) - Fischer Ádám karmester (1949–) - Kulka János színművész (1958–) - Losonczi Ágnes szociológus (1928–2024) - Németh Miklós közgazdász, politikus (1948–) - Parti Nagy Lajos költő (1953–) - Radnóti Zsuzsa dramaturg (1938–)                                                        | [ 21 ]        | 2020 | - Csákányi Eszter színművész (1953–) - Fodor Tamás színművész (1942–) - Ladik Katalin költő, színművész (1942–) - Lovász László matematikus (1948–) - Spiró György író (1946–) - Szelényi Iván szociológus (1938–) - Tarr Béla filmrendező (1955–)                                                           | [ 22 ]        |
| 2022 | - Beck György üzletember (1954–) - Cserhalmi György színművész (1948–) - Falus András immunológus (1947–) - Jávori Ferenc Fegya zenész (1946–) - Koncz Zsuzsa előadóművész (1946–) - Vörös Imre jogtudós (1944–) - Závada Pál író (1954–)                                                                                   | [ 23 ] [ 24 ] | 2023 | - Ágh Attila filózofus (1941–) - Gőz László zenész (1954–) - L. Ritók Nóra pedagógus (1960–) - Mácsai Pál színész (1961–) - Nádas Péter író (1942–) - Nádler István festő (1938–) - Szüts Miklós festő (1945–2024) - Vojnich Erzsébet festő (1953–)                                                          | [ 25 ] [ 26 ] |
| 2024 | - Csepeli György szociológus (1946–) - Dés László zeneszerző, előadóművész (1954–) - Fehér László festőművész (1953–) - Galkó Balázs színész, előadóművész (1949–2025) - Küllői Péter üzletember, építőmérnök (1960–) - Ludassy Mária filozófus (1944–) - Romsics Ignác történész (1951–)                                   | [ 27 ]        |      | |               |